# Tagaung
Tagaung est une ville de Birmanie située à l'extrême-nord de la Région de Mandalay, 200 km au nord de la capitale provinciale Mandalay. Elle est située sur la berge orientale de l'Irrawaddy, 60 km au sud de la confluence de la Shweli.
L'Irrawaddy demeure le principal moyen d'atteindre Tagaung, qui est aussi liée à Mandalay et à l'État de Kachin par la route Mandalay-Tagaung-Shwegu-Bhamo-Myitkyina.

## Histoire

### Origine et premier millénaire
Des vestiges datant du Néolithique ont été découverts près de Tagaung.
La ville serait la toute première capitale de la Birmanie, si l'on en croit l'adage « Myanmar asa Tagaung ga » (Le Myanmar vient de Tagaung). C'était une ancienne capitale des Pyu, précurseurs des birmans. Son histoire prend racine dans les mythes et la légende. Elle aurait été fondée en 850 avant notre ère par le roi Abhiraja du clan des Shakya, originaire de Kapilavastu en Inde (donc avant l'époque du Bouddha Shakyamuni). Bien que les historiens britanniques G. E. Harvey et D. G. E. Hall refusent toute créance à cette fondation de la ville par Abhiraja, son ancienneté elle-même n'est pas mise en doute,. La Géographie de Ptolémée, écrite vers 140, mentionne la métropole de Tugma située en Haute-Birmanie, et qu'on pense être Tagaung,.
Tagaung a aussi une grande importance dans la culture birmane à cause du Tagaung yazawin (Chronique de Tagaung), qui rapporte la légende de Maung Pauk Kyaing, tueur de dragon et forgeron, et de sa sœur, devenus après leur mort les nats Mahagiri et Hnamadawgyi, et celle des princes jumeaux aveugles abandonnés sur un radeau sur l'Irrawaddy,,,.
Le nom Tagaung signifie bac-tambour en shan,,. En 225 le général Chu Ko-liang des Shu est censé avoir utilisé des tambours de bronze pour effrayer des sauvages en les plaçant dans des torrents pour produire le son de tambours militaires à intervalles réguliers.
Selon les chroniques chinoises, le Royaume de Nanzhao (dans l'actuel Yunnan) envahit et pilla la capitale d'un royaume Pyu en 832, emmenant 3 000 prisonniers. Les chroniques de la dynastie Tang (606-910) décrivent le pays des Pyu comme formé de 18 États et de 9 villes fortifiées. En Haute-Birmanie au moins sept villes fortifiées de plus de 200 hectares ont été découvertes jusqu'à présent.

### Depuis l'an mille
Tagaung fut un des 43 avant-postes établis le long des collines shan par le roi Anawrahta (1044–1077) pour la défense du Royaume de Pagan avant de se lancer dans ses expéditions contre le Bengale et le Royaume de Dali. Les fortifications orientales de la ville peuvent refléter sa position sur la rive droite de l'Irrawaddy comme Bagan, mais aussi sa proximité du Yunnan par les vallées de la Shweli et de la Taping. Tagaung est aussi proche d'importantes ressources minérales comme le plomb et l'argent de Namtu, les rubis de Mogok, le jade, le cuivre et le fer des vallées de la Meza et de l'Uyu.
Après la chute du Royaume de Pagan en 1287, Tagaung devint la capitale du dominion sino-mongol sur la partie nord de la Birmanie, puis la dynastie Yuan se retira définitivement de Haute-Birmanie en 1303. Plusieurs commentateurs du Livre de Marco Polo ont supposé, mais sans certitude, que son auteur aurait pu atteindre la ville lors d'une de ses missions pour Kubilai Khan.

### Routes commerciales
Un réseau de trois itinéraires pour le transport des métaux précieux est attesté entre le Yunnan et le Bengale entre 1200 et 1500. Une de ces itinéraires empruntait la vallée de la Shweli, traversait l'Irrawaddy à Tagaung, puis remontait la vallée de la Chindwin vers le nord et rejoignait Imphal, au Manipur. Dans les années 1950, des milliers de cauris furent découverts au Yunnan dans des tombes datant de l'époque des Royaumes combattants (-475/-221) et de celle des Han occidentaux (-206/9). Ces cauris proviennent de l'océan Pacifique et de l'Océan Indien, particulièrement des Maldives, et ont très probablement déjà suivi la même route.

### La vieille ville
L'ancienne Tagaung était sans doute bâtie comme les autres cités Pyu du premier millénaire et divisée en 9 quartiers. Elle possède trois enceintes : Le mur 1 enserre 19 hectares autour d'un légère éminence dans le nord, le mur 2, connu comme Anya Bagan (Haute Bagan), enserre 62 hectares, et le mur 3 enserre les deux autres et une surface de 204 hectares. La partie ouest de ces trois murs est manquante, probablement emportée par l'Irrawaddy au cours d'un des changements de cours qui ont marqué son histoire. Des fouilles menées sur le site ont permis de mettre au jour des tambours de l'âge du bronze et des tablettes votives en rapport avec Anawrahta. Plus récemment ont été découverts des urnes, des tuiles faîtières décorées et des briques Pyu marquées d'empreintes de doigts et antérieures à l'an 800,,.

## Flore et faune
Des faisans, perdrix, toucans, pélicans et des grues antigones vivent autour des lacs saisonniers (in-gyi) et des grandes prairies marécageuses autour du confluent de la Shweli. Les tigres, les éléphants, les bantengs (Saing) et les gaurs étaient jadis abondants autour de Tagaung, ainsi que plusieurs espèces de cervidés.

## Économie
Les troncs, les éléphants et les minéraux de Mogok et de la vallée de la Shweli embarquaient jadis sur l'Irrawaddy à Tagaung, Hsin Hnyat et Kyan Hnyat (deux autres ports fluviaux juste au sud de Tagaung). A Tonnge, juste au nord de la ville, on récolte l'or. Les lacs saisonniers et les marécages permettent de cultiver un riz d'hiver nommé mayin, ainsi que des oléagineux et de la coriandre.
Aujourd'hui Tagaung est un important marché pour le sel produit à Halin, qui est utilisé pour conserver le poisson,.
En juillet 2004, la Chine et la Birmanie ont signé un accord de coentreprise de 800 millions de dollars pour l'extraction du nickel à Tagaung taung (colline de Tagaung), les Chinois détenant 75 % des parts du projet. L'usine de transformation doit ouvrir en 2011. Elle pourra produire 85 000 tonnes de ferronickel et 22 000 tonnes de nickel par an.